# Багдасарян, Эдуард Сергеевич
Эдуа́рд Серге́евич Багдасаря́н (5 февраля 1928, Мерв — 6 января 2015, Ереван) — советский армянский оперный певец; Заслуженный артист Армянской ССР.

## Биография
Родился в семье рабочего-штукатура и домохозяйки; в 1931 году семья переехала в Баку. С 1941 г. работал в механической мастерской по ремонту бытовой техники, после войны — водителем грузовика; учился в школе рабочей молодёжи.
Музыке учился с 19 лет в школе-десятилетке при Бакинской консерватории (класс вокала Сусанны Аркадьевны Микаелян), с 1949 г. — в Бакинской консерватории. Во время обучения в консерватории был солистом Азгосэстрады и солистом Эстрадного оркестра Азербайджана под руководством Александра Горбатых.
С 1954 г., после окончания консерватории, — солист Армянского театра оперы и балета имени А. Спендиарова (Ереван). С 1968 г. — солист Государственной филармонии Армении.
Гастролировал в Советском Союзе и за рубежом.

### Семья
- дочь — Маргарита (р. 1958).

## Творчество
Первое выступление на оперной сцене состоялось в период учёбы в школе-десятилетке — исполнил партию Трике в консерваторской постановке «Евгения Онегина». Наряду с оперными спектаклями давал концерты в сопровождении Эстрадного оркестра Азербайджана, армянского симфонического оркестра под управлением Михаила Малунцяна, оркестра под руководством Артемия Айвазяна; на армянском радио выступал в сопровождении эстрадного квинтета (Андраник Пилосян — кларнет, Александр Шахбазов — гитара, Давид Захарян — аккордеон, Наполеон Кюркчян — контрабас, Константин Орбелян — фортепиано). В репертуар концертов входили песни Арно Бабаджаняна, Артемия Айвазяна, Эдгара Оганесяна, Алёши Аджемяна, Эдуарда Абрамяна, Эдуарда Багдасаряна, а также оперные арии, армянские народные песни.

### Опера
- «Евгений Онегин» П. Чайковского — Ленский
- «Риголетто» Дж. Верди — герцог
- «Фауст» Ш. Гуно — Фауст
- «Травиата» Дж. Верди — Альфред
- «Давид-Бек» А. Тиграняна — молодой воин

### Роли в кино
| Год  |     | Название                                        | Роль                     |
| ---- | --- | ----------------------------------------------- | ------------------------ |
| 1981 | ф   | Старик и солнце (киноальманах) : Старик и ветер | Имя персонажа не указано |
| 1997 | кор | Купите яд (Армения)                             | Имя персонажа не указано |
| 2000 | ф   | Перевозчики снов (фр. Passeurs de rêves)        | Имя персонажа не указано |

## Награды и признание
- серебряная медаль конкурса вокалистов VI Всемирного фестиваля молодёжи и студентов (Москва, 1957)
- Заслуженный артист Армянской ССР